# Zapasy na Igrzyskach Mikronezyjskich 2018
Turniej zapasów na igrzyskach Mikronezyjskich w 2018 rozegrano w dniach 16 – 18 lipca w Mikronezji, na terenie Yap Sport Complex Volleyball Gym. W tabeli medalowej tryumfowali zapaśnicy z Mikronezji.

## Tabela medalowa
Gospodarz mistrzostw został zaznaczony kolorem.
| Poz. | Państwo         |    |    |    | Łącznie |
| ---- | --------------- | -- | -- | -- | ------- |
| 1    | Mikronezja      | 9  | 17 | 13 | 39      |
| 2    | Palau           | 8  | 0  | 1  | 9       |
| 3    | Guam            | 3  | 2  | 0  | 5       |
| 4    | Wyspy Marshalla | 2  | 3  | 2  | 7       |
|      | Łącznie         | 22 | 22 | 16 | 60      |

## Wyniki

### Styl klasyczny
| Konkurencja         | Złoto               | Srebro            | Brąz                 |
| Kategoria do 55 kg  | Joklur Bollong      | Risky Predrick    | Frank Sierah         |
| Kategoria do 60 kg  | Jaylen Racheimal    | Mayson Ioanis     | Kaiser Muller        |
| Kategoria do 63 kg  | Junjun Asebias      | Bercil Timothy    | Kaylord Raechemai    |
| Kategoria do 67 kg  | Christian Nicolescu | Kenfield Mike     | Nicholas Hashigeitiw |
| Kategoria do 72 kg  | Jarvis Tarkong      | Richard Nakasone  | James Jefner         |
| Kategoria do 77 kg  | Guy Delumeau        | Thomas Wichilbuch | John Tulensru        |
| Kategoria do 82 kg  | Damian Myros        | Michael Shinohara | Kenneth Mike         |
| Kategoria do 87 kg  | Ryan Ifamilik       | Patrick Mike      | Isaiah Kramer        |
| Kategoria do 97 kg  | Dolon Alex          | Rich Adiniwin     | ----                 |
| Kategoria do 130 kg | Florian Temengil    | Dukay Tairuwepiy  | ----                 |

### Styl wolny
| Konkurencja         | Złoto               | Srebro            | Brąz                 |
| Kategoria do 57 kg  | Risky Predrick      | Joklur Bollong    | Charwin Tawerilmul   |
| Kategoria do 61 kg  | Junjun Asebias      | Mayson Ioanis     | Jaylen Racheimal     |
| Kategoria do 65 kg  | Christian Nicolescu | RD Damion         | Kaylord Raechemwai   |
| Kategoria do 70 kg  | Jarvis Tarkong      | Richard Nakasone  | Nicholas Hashigeitiw |
| Kategoria do 74 kg  | Guy Delumeau        | Paul Aguon        | Jim Mccain           |
| Kategoria do 79 kg  | John Rojas          | Thomas Wichilbuch | Skarlee Renguul      |
| Kategoria do 86 kg  | Michael Shinohara   | Ryan Ifamilik     | Marcel Yatilman      |
| Kategoria do 92 kg  | Waylon Muller       | Baker Hairens     | Kenneth Mike         |
| Kategoria do 97 kg  | Alex Dolan          | Richard Adiniwin  | ----                 |
| Kategoria do 125 kg | Florian Temengil    | Dukay Tairuwepiy  | ----                 |

### W stylu wolnym kobiet
| Konkurencja        | Złoto          | Srebro          | Brąz |
| Kategoria do 57 kg | Rckaela Aquino | Mayoleen Ioanis | ---- |
| Kategoria do 75 kg | Delimna Kerson | Lousia Wagthuih | ---- |